# عيون الجواء
عيون الجواء هي مدينة سعودية والمركز الإداري لمحافظة عيون الجواء التابعة لمنطقة القصيم.

## معالم المدينة

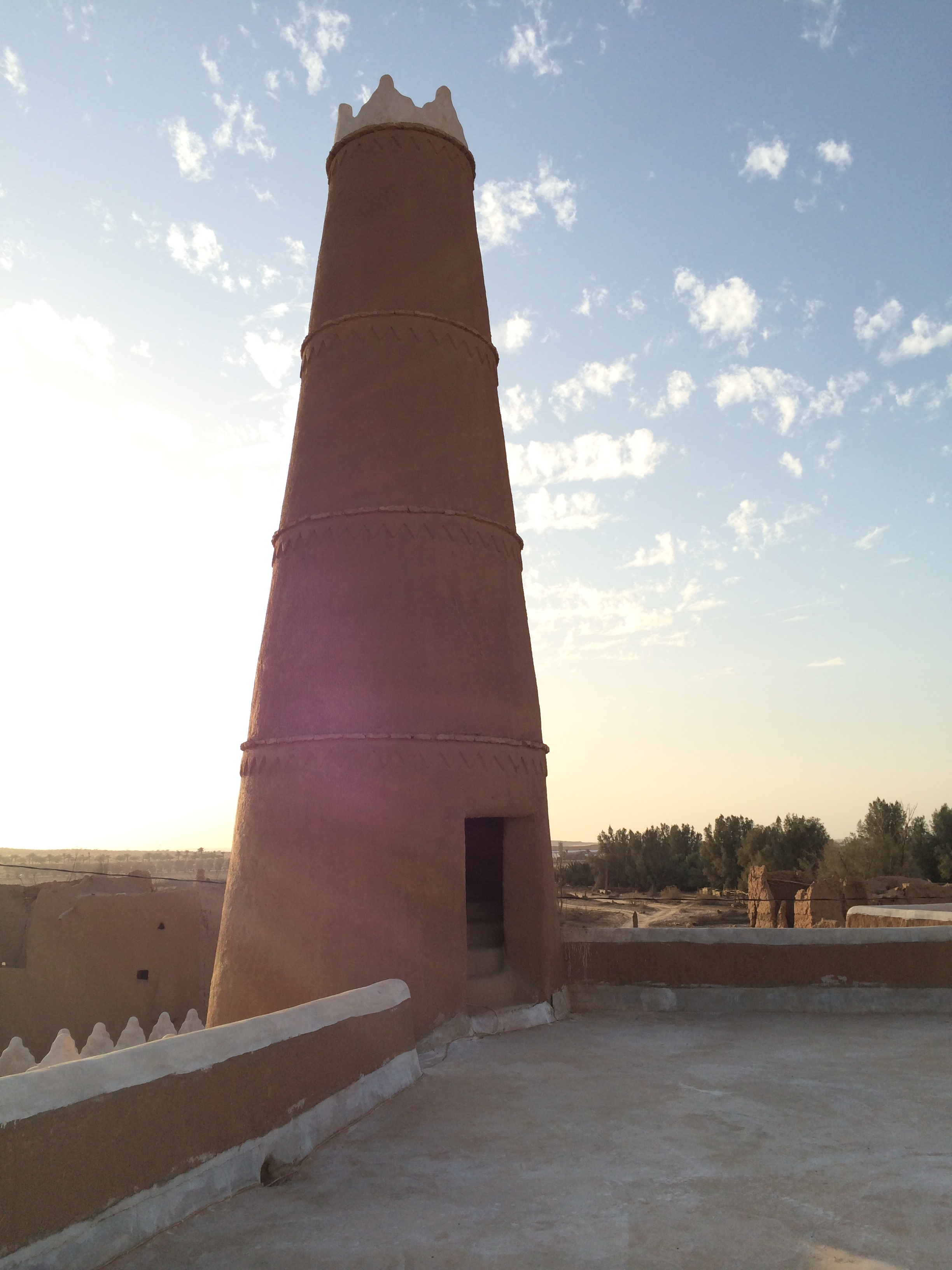
الجامع القديم بعيون الجواء.

- جامع الملك فهد، وقد بني في أرض تبرع فيها وزير الدولة إبراهيم بن عبد العزيز العساف وتم بناؤه على نفقة خادم الحرمين الشريفين الملك فهد بن عبد العزيز آل سعود حيث يضم هذا الجامع عددا من الوحدات منها غرف للمعتكفين وللضيافة ودور نسائية خيرية ومحلات لاستثمار الجامع ونادي صحي ترفيهي متكامل وعدد من الخدمات المهمة.
- المركز الحضاري الاجتماعي، الموجود في مدخل المحافظة .
- حصاة النصلة: تشكيل صخري ارتبط تاريخياً بعنترة بن شداد حيث كانت ملتقى له ولعبلة كما هو معروف، ويقع شمال غاف الجواء.
- مبنى مستشفى عيون الجواء، ويضم أيضاً وحدة الكلى الصناعية، بالإضافة لمستشفى عيون الجواء الجديد .
- الجامع القديم، حيث ما زال باقياً حتى الآن بصورة شبه سليمة.
- مدرسة الكتاتيب.
- المشقوق: عبارة عن شق في الأرض يربط بين الآبار القديمة وذلك للاستفادة من زيادة المياه في بعضها ليدعم النقص في البعض الآخر ويوجد عدد من هذه المشاقيق.
- الساحة (الحيالة).
- آبار المياه (قلبان): عدد من الآبار القديمة التي كانت تستخدم في ري المزارع أو السقي مع مصباتها أو ما يسمى (الجابية).
- المزارع القديمة (الحيطان)، الخاصة بزراعة النخيل غالباً ومن أشهرها مزرعة أم غوير التابعة لأسرة الناصر.
- المكتبة العامة: مبنى مكتبة عيون الجواء العامة، وقد تم إعادة ترميمها قبل فترة من قبل عدد من فاعلي الخير وتمت إضافة قاعات جديدة ونظمت محتوياتها وفهرست، وسيتم تزويدها بقاعة للحاسب الآلي، وتنفذ فيها بعض الدورات التدريبية المنوعة.